# Urška Klakočar Zupančič
Urška Klakočar Zupančič (Trbovlje, 19 de junio de 1977) es una abogada, jueza y política eslovena, actual presidenta de la Asamblea Nacional de Eslovenia desde mayo de 2022.
Se desempeñó como jueza en Liubliana. Posteriormente, se incorporó al partido político esloveno Movimiento Libertad, dentro del cual se desempeña como vicepresidenta del partido desde 2022. El 13 de mayo de 2022 fue elegida como presidenta de la Asamblea Nacional, es la primera mujer en ocupar ese cargo.

## Biografía

### Temprana edad y educación
Nació en Trbovlje. Asistió a la escuela secundaria Brežice. Según sus propias declaraciones, fue una de las primeras becadas de George Soros, por lo que en su tercer año de secundaria se fue a estudiar al colegio privado Millfield en Inglaterra (Reino Unido). Según sus propias declaraciones, regresó a Brežice para cursar su cuarto año de secundaria, donde aprobó la Matura con todos los puntos posibles.
Estudió derecho en la Facultad de Derecho de Liubliana, y como graduada hizo una pasantía en la sede de la Organización de las Naciones Unidas. Completó su maestría en el campo de la historia del derecho.

### Carrera judicial
Trabajó en el poder judicial durante un total de 15 años. Se desempeñó como asesora judicial superior en la oficina del Presidente de la Corte Suprema.
Fue objeto de un procedimiento disciplinario por sus publicaciones en un grupo cerrado en la red social Facebook durante el otoño de 2020, en las que criticaba a Janez Janša y al gobierno de entonces. Entre otras cosas, llamó a Janša un "gran dictador" en sus publicaciones y anunció que la epidemia había dado lugar a "individuos frustrados con antecedentes criminales" y que espera "que la era del Janšismo algún día sea solo un recuerdo amargo".
Un simpatizante y colega del partido SDS también era miembro del grupo de Facebook, quien transmitió las notas, y se pusieron a disposición del Secretario de Estado del Gabinete del Primer ministro, Vinko Gorenak, quien publicó sus notas en su blog. Los registros fueron luego difundidos públicamente a través del medio Nova24TV. Urška Klakočar Zupančič luego denunció a Gorenak por la publicación pública de sus registros, ya que Gorenak no tenía permiso y, en consecuencia, ni siquiera el derecho de difundir sus publicaciones privadas en Facebook al público.
Como resultado de sus publicaciones, el presidente del Tribunal de Distrito de Liubliana la denunció ante la comisión de ética, y siguió una iniciativa de procedimientos disciplinarios. Se encontró en proceso disciplinario tras la intervención del Ministerio de Justicia. En abril de 2021 fue absuelta en el procedimiento disciplinario (es decir, el Senado concluyó que no violó la Ley de la Carrera Judicial con los antecedentes), pero a pesar de la absolución, no fue restituida a su anterior cargo como jueza. A fines de agosto de 2021, dejó la profesión judicial en protesta debido a presiones políticas y por la creencia de que tiene el deber de definir y expresar su propia posición sobre cuestiones sociales importantes, incluso como jueza. pero que el sistema judicial no lo permite.

### Carrera política
Ingresó a la política en enero de 2022, cuando se convirtió en vicepresidenta del partido Movimiento Libertad. En las elecciones parlamentarias de 2022, fue elegida miembro de la Asamblea Nacional.
El 13 de mayo de 2022 fue elegida como la primera presidenta de la Asamblea Nacional de la República de Eslovenia. Cuando fue nombrada, uno de los objetivos de su liderazgo en el parlamento era aumentar el nivel de comunicación entre los diputados.

## Vida personal
Vive con su familia en Liubliana. Es autora del libro Gretin Greh, que se publicó en 2021.